# Lista de clássicos de futebol do Ceará
Nesta página estão relacionados os clássicos de futebol do estado do Ceará, ou seja, abaixo se encontram informações sobre os confrontos clássicos do futebol cearense. Além desses, os confrontos de clubes cearenses com outros de clubes fora do Ceará também estão incluídos.

## Clássico-Rei
Ceará vs. Fortaleza, é o maior clássico de futebol da cidade de Fortaleza, capital do estado do Ceará, localizada na Região Nordeste do Brasil.
O Clássico-Rei, como é chamado, opõe o alvinegro Ceará Sporting Club, conhecido como Vovô, fundado em 2 de junho de 1914, ao tricolor Fortaleza Esporte Clube, conhecido como Leão, fundado em 18 de outubro de 1918.

## Clássico das Cores
O Clássico das Cores é um dos três clássicos disputados pelos chamados clubes grandes da cidade de Fortaleza, no Nordeste do Brasil, e opõe os tricolores do Fortaleza Esporte Clube, o Leão do Pici, fundado em 18 de outubro de 1918, aos corais do Ferroviário Atlético Clube, o Tubarão da Barra, fundado em 9 de maio de 1933. É assim chamado pelo fato de ser disputado por dois clubes de três cores (Fortaleza com vermelho, azul e branco; Ferroviário com vermelho, preto e branco).

## Clássico da Paz (Antigo Clássico das Multidões)
O Clássico da Paz é um dos três clássicos disputados pelos chamados clubes grandes da cidade de Fortaleza, no Nordeste do Brasil. A disputa opõe os corais do Ferroviário Atlético Clube, o Tubarão da Barra, fundado em 9 de maio de 1933, aos alvinegros do Ceará Sporting Club, o Vovô, fundado em 2 de junho de 1914.
Esta é uma rivalidade que alcançou grande status nas décadas de 1940 e 1950 pela popularidade dos dois clubes entre as massas que acorriam aos campos de jogo. Tal disputa, à época, chegou a ser chamada "Clássico das Multidões".

## Clássico do Cariri
Clássico do Cariri é o nome comumente dado aos confrontos entre o rubro-negro Guarani Esporte Clube e os alviverdes Icasa Esporte Clube (até 1998) e Associação Desportiva Recreativa Cultural Icasa (desde 2002), sendo assim, o grande clássico futebolístico da cidade de Juazeiro do Norte, no estado do Ceará.

## Demais Grandes Jogos Locais
- Fortaleza/Juazeiro do Norte: Fortaleza vs. Icasa (Fortaleza vs. Icasa)
- Crato/Juazeiro do Norte: Guarani vs. Crato (Guarani vs. Crato ou Guarato)
- Crato/Juazeiro do Norte: Icasa vs. Crato (Icasa vs. Crato)
- Sobral/Fortaleza: Guarany vs. Ceará (Clássico Raça)
- Sobral/Fortaleza: Guarany vs. Ferroviário
- Fortaleza/Juazeiro do Norte: Fortaleza vs. Guarani
- Fortaleza/Juazeiro do Norte: Ceará vs. Guarani
- Fortaleza/Juazeiro do Norte: Ceará vs. Icasa
- Fortaleza/Juazeiro do Norte: Ferroviário vs. Icasa
- Fortaleza/Juazeiro do Norte: Ferroviário vs. Guarani
- Fortaleza/Iguatu: Ceará vs. Iguatu
- Iguatu/Maracanaú: Iguatu vs. Maracanã